# Patricia Norris
Patricia Norris (Los Angeles, 22 marzo 1931 – Los Angeles, 20 febbraio 2015) è stata una costumista e scenografa statunitense.
Tra i suoi principali lavori come costumista vi sono quelli per i film Capricorn One (1977), I giorni del cielo (1978), Victor Victoria (1982), Scarface (1983), The Elephant Man (1980), 2010 - L'anno del contatto (1984) e 12 anni schiavo (2013).
Ha ottenuto sei volte la candidatura ai Premi Oscar nella categoria migliori costumi.
È stata premiata ai Premi Emmy 1990 per i costumi dell'episodio pilota de I segreti di Twin Peaks.

## Filmografia parziale

### Costumi
- L'infallibile pistolero strabico (Support Your Local Gunfighter), regia di Burt Kennedy (1971)
- Il candidato (The Candidate), regia di Michael Ritchie (1972)
- I ragazzi irresistibili (The Sunshine Boys), regia di Herbert Ross (1975)
- Missouri (The Missouri Breaks), regia di Arthur Penn (1976)
- Una valigia piena di dollari (Peeper), regia di Peter Hyams (1976)
- L'ultima follia di Mel Brooks (Silent Movie), regia di Mel Brooks (1976)
- Alta tensione (High Anxiety), regia di Mel Brooks (1977)
- Capricorn One, regia di Peter Hyams (1977)
- I giorni del cielo (Days of Heaven), regia di Terrence Malick (1978)
- California Suite, regia di Herbert Ross (1978)
- The Elephant Man, regia di David Lynch (1980)
- La pazza storia del mondo (History of the World - Part I), regia di Mel Brooks (1981)
- Victor Victoria, regia di Blake Edwards (1982)
- Frances, regia di Graeme Clifford (1982)
- Scarface, regia di Brian De Palma (1983)
- 2010 - L'anno del contatto (2010), regia di Peter Hyams (1984)
- Velluto blu (Blue Velvet), regia di David Lynch (1986)
- Intrigo a Hollywood (Sunset), regia di Blake Edwards (1988)
- Fuoco cammina con me (Twin Peaks - Fire Walk with Me), regia di David Lynch (1992)
- Strade perdute (Lost Highway), regia di David Lynch (1997)
- Una storia vera (The Straight Story), regia di David Lynch (1999)
- L'assassinio di Jesse James per mano del codardo Robert Ford (The Assassination of Jesse James by the Coward Robert Ford), regia di Andrew Dominik (2007)
- Cogan - Killing Them Softly (Killing Them Softly), regia di Andrew Dominik (2012)
- 12 anni schiavo (12 Years a Slave), regia di Steve McQueen (2013)

### Scenografie
- Velluto blu (Blue Velvet), regia di David Lynch (1986)
- Cuore selvaggio (Wild at Heart), regia di David Lynch (1990)
- Fuoco cammina con me (Twin Peaks - Fire Walk with Me), regia di David Lynch (1992)
- Strade perdute (Lost Highway), regia di David Lynch (1997)
- Cogan - Killing Them Softly (Killing Them Softly), regia di Andrew Dominik (2012)

## Premi

### Oscar
- 1979 Nomination per i migliori costumi: I giorni del cielo
- 1981 Nomination per i migliori costumi: The Elephant Man
- 1983 Nomination per i migliori costumi: Victor Victoria
- 1985 Nomination per i migliori costumi: 2010 - L'anno del contatto
- 1989 Nomination per i migliori costumi: Intrigo a Hollywood
- 2014 Nomination per i migliori costumi: 12 anni schiavo